# The Authority (luta profissional)
The Authority foi uma facção ("stable") de luta profissional que atuava na WWE, liderado pelo casal Triple H (vice-presidente executivo de talentos, eventos ao vivo e criação da WWE) e Stephanie McMahon (diretora de qualidade da WWE) interpretando versões ficcionais de si mesmos como vilões.
Além deles, faziam parte do grupo o patriarca da família McMahon, Vince McMahon, CEO e presidente da WWE.
O grupo se formou, inicialmente, para garantir que Randy Orton conquistasse e mantivesse o Campeonato da WWE, já que consideravam que ele deveria ser "a face da WWE". A facção, desde então, passou a manter rivalidades com lutadores que discordassem da maneira autoritária com que eles comandavam a WWE.
O grupo The Shield, atuou como guarda-costas do grupo de sua formação até o começo de 2014, quando começaram uma rivalidade com o grupo. Mais tarde, Seth Rollins os traiu para retornar à Authority.

## História

### Origens (2013)
Em junho de 2013, uma disputa entre membros da família McMahon pelo controle da WWE começou. O CEO e presidente da WWE, Vince McMahon, sua filha Stephanie e seu genro Triple H, decidiram controlar o Raw como um time. No entanto, os três divergiam entre as decisões.
No Raw de 8 de julho de 2013, Triple H, Vince e Stephanie deveriam decidir o destino da Supervisora Administrativa do programa, Vickie Guerrero. Enquanto Vince pretendia promovê-la a Gerente Geral definitiva, Triple H votou pela demissão de Guerrero. Stephanie, então, acatou a decisão do esposo e demitiu Vickie. Imediatamente após a demissão de Guerrero, Vince promoveu o assistente de Vickie, Brad Maddox, a Gerente Geral do Raw. No SmackDown de 19 de julho, Vince anunciou que Guerrero seria a Gerente Geral do programa.
Durante o Raw de 15 de julho, o Campeão da WWE John Cena escolheu enfrentar Daniel Bryan pelo título no SummerSlam. Nas semanas seguintes, Bryan passou por uma transformação física (corte de cabelo, uso de terno etc.) para agradar Vince McMahon, que não o via como um desafiante a altura de Cena, enquanto Triple H o via como uma estrela futura. Ele desistiu das transformações ao recusar cortar sua barba. Além disso, Triple H foi anunciado como árbitro da luta no SummerSlam.

### Formação e instauração de regime (2013)

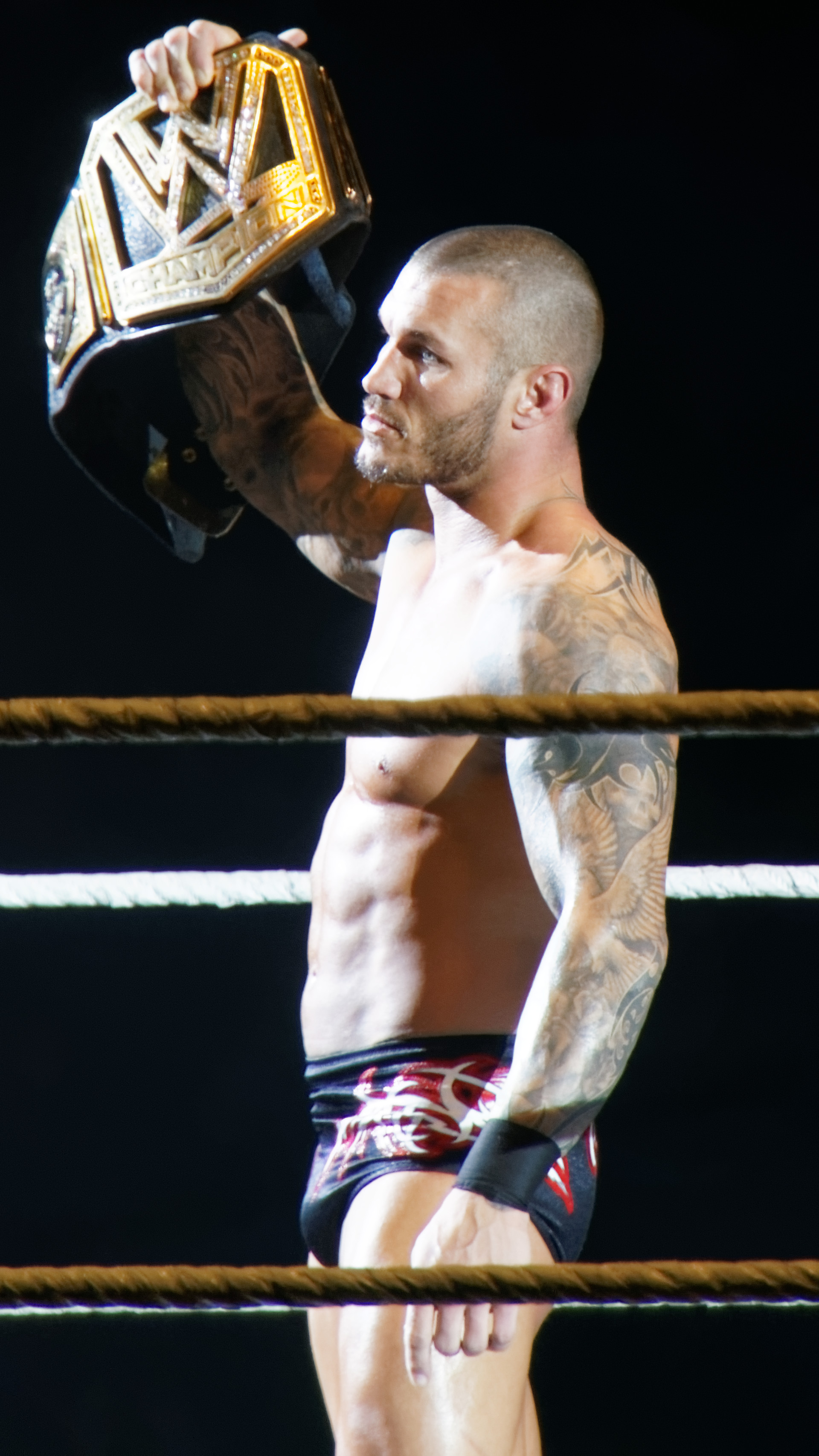
Randy Orton como Campeão da WWE em novembro de 2013.

No SummerSlam, Bryan derrotou Cena para conquistar o Campeonato da WWE. Após a vitória, o detentor da maleta Money in the Bank Randy Orton caminhou ao ringue, onde Triple H aplicou um Pedigree em Bryan, tornando-se um vilão. Com Bryan desacordado, Orton realizou o pinfall e conquistou o título. No Raw do dia seguinte, Bryan confrontou Stephanie, que tornou-se uma vilã ao afirmar que Triple H havia feito apenas o melhor para os negócios e ordenou que os seguranças retirassem Bryan da arena. Mais tarde, Triple H, Stephanie e Vince obrigaram o elenco da WWE a observar do palco de entrada enquanto coroavam Orton como o novo Campeão da WWE no ringue, cercado pelos membros da Shield (Dean Ambrose, Seth Rollins e Roman Reigns) como seguranças particulares. Ele, então, convidou Bryan a entrar no ringue. Após ser atacado pelos membros da Shield, Bryan conseguiu entrar no ringue, sendo imediatamente atacado por Orton. No Raw da semana seguinte, Triple H presenteou Orton com um Cadillac Escalade e obrigou Bryan a enfrentar os três membros da Shield em uma luta Gauntlet. Bryan pichou o carro de Orton com seu bordão "Yes!" e venceu o combate contra a Shield por desqualificação. O trio aplicou uma Powerbomb tripla em Bryan, que depois foi atacado por Orton. Nesta época, Stephanie McMahon passou a intimidar Big Show, dizendo que ele deveria obedecê-lo por Show ter problemas financeiros. No Raw de 2 de setembro, Triple H forçou Cody Rhodes a enfrentar Orton após ele discordar das ações da Authority para com Bryan. Rhodes foi derrotado e, como estipulado anteriormente, demitido (na história). Na mesma noite, Show e Bryan foram forçados a lutar com o elenco assistindo do palco de entrada. A mando de Triple H e Stephanie, a Shield atacou Bryan, novamente aplicando-lhe uma Powerbomb tripla. Após o ataque, Stephanie forçou Show a nocautear Bryan.
No Raw de 9 de setembro, Edge retornou à WWE a pedido de Triple H para apresentar o talk show Cutting Edge com Randy Orton como convidado. Edge, no entanto, resolveu trocar o entrevistado por Bryan. Irado pelo desafio de Edge, Triple H ordenou que a Shield atacasse o amigo de Edge, Christian. Na mesma noite, Orton derrotou Goldust, que lutava para reaver o emprego de seu meio-irmão Cody Rhodes, e Bryan derrotou Ambrose. Após a luta, Show se recusou a nocautear Bryan novamente. No Night of Champions, Bryan derrotou Orton para reconquistar o Campeonato da WWE após contagem rápida do árbitro Scott Armstrong. Na noite seguinte, no Raw, Triple H usou a controvérsia da contagem como pretexto para tirar o título de Bryan, deixando-o vago, e demitindo Armstrong (na história), que afirmava ter planejado a trapaça com Bryan. Na mesma noite, Stephanie deu a Dusty Rhodes a chance de escolher entre um de seus filhos, Cody e Goldust, para ser recontratado. Ele se recusou a escolher e, como resultado, foi nocauteado por Big Show, que escolheu socá-lo a deixar que a Shield o atacasse. Bryan foi salvo, no mesmo Raw, de um ataque da Shield e Orton, por diversos lutadores do elenco.
Como forma de punição, no SmackDown de 20 de setembro, a Gerente Geral Vickie Guerrero fez Bryan e seus dez salvadores enfrentarem a Shield em uma luta 11-contra-3 de eliminação. Darren Young, Titus O'Neil, Dolph Ziggler e Kofi Kingston foram eliminados antes que Triple H ordenasse o fim do combate por não ser justo. Depois, ele obrigou Zack Ryder e Justin Gabriel a enfrentar a Wyatt Family e deu a Rob Van Dam uma luta contra Alberto Del Rio no Battleground pelo Campeonato Mundial dos Pesos-Pesados. Imediatamente após Triple H deixar o local, Del Rio atacou Van Dam. R-Truth foi derrotado por Del Rio logo depois. Por fim, Bryan e os Usos derrotaram a Shield. No Raw da segunda-feira seguinte, a Shield enfrentou Bryan, os Usos, Van Dam, Prime Time Players, Ziggler, Kingston, Truth, Van Dam, Ryder e Gabriel. Antes do combate, Goldust e Cody Rhodes atacaram o trio, o que causou a vitória do time de Bryan. Durante o talk show MizTV, Stephanie ordenou que Big Show nocauteasse o apresentador The Miz por seus comentários contra o regime.

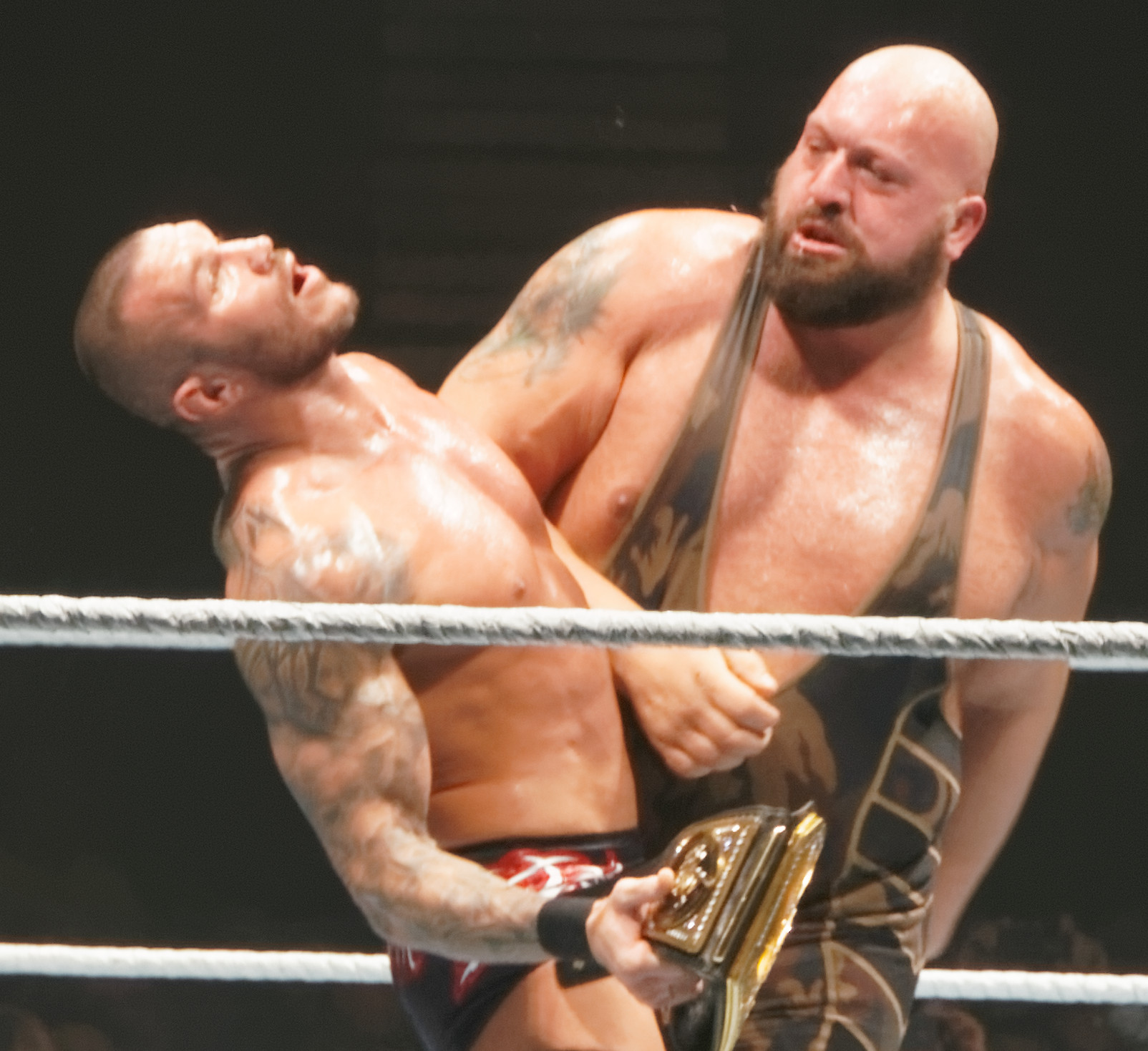
Big Show nocauteia Randy Orton, o Campeão da WWE, em novembro de 2013.

Na semana seguinte, Triple H e Stephanie fizeram uma oferta aos Rhodes: se eles derrotassem Reigns e Rollins no Battleground, seriam recontratados. Se fossem derrotados, nunca mais poderiam ser recontratados e Dusty seria demitido. Na mesma noite, Big Show ameaçou socar Triple H, com Stephanie impedindo que ele fosse preso. Por fim, Orton insultou a noiva de Bryan na vida real, Brie Bella, fazendo com que Daniel Bryan o atacasse sem sucesso. No Battleground, Cody e Goldust derrotaram Reigns e Rollins para serem recontratados e Big Show interferiu na luta entre Orton e Bryan pelo Campeonato da WWE, nocauteando os árbitros John Cone e Scott Armstrong (mandado ao ringue pelo Gerente Geral do Raw Brad Maddox), Bryan e Orton. Por suas ações, Big Show foi demitido por Stephanie na noite seguinte. Mesmo assim, ele interferiu na luta principal da noite, nocauteando Triple H após não ser parado pela Shield. Na mesma noite, Maddox anunciou que Orton e Bryan se enfrentariam pelo título vago no evento Hell in a Cell em uma luta Hell in a Cell com um árbitro escolhido por votação via WWE App. O vencedor foi Shawn Michaels, treinador de Bryan e amigo pessoal de Triple H.
No Raw de 14 de outubro, Big Show interferiu na defesa do Campeonato de Duplas da WWE de Reigns e Rollins contra Cody Rhodes e Goldust, permitindo que os irmãos vencessem e se tornassem campeões. O ataque aconteceu após Triple H e Stephanie anunciarem que, depois de comprarem a hipoteca da casa de Show e que iriam vender o imóvel, além de denunciar Show à polícia pelo ataque. No Hell in a Cell, Michaels acabou acidentalmente nocauteado quando Bryan empurrou Orton. Triple H entrou na cela, jogando Bryan ao lado para checar a condição de Michaels. Em resposta, Bryan aplicou um running high knee em Triple H, o que enfureceu Michaels. Como vingança, Shawn aplicou um Sweet Chin Music em Bryan, permitindo que Orton vencesse o combate e recuperasse o Campeonato da WWE.

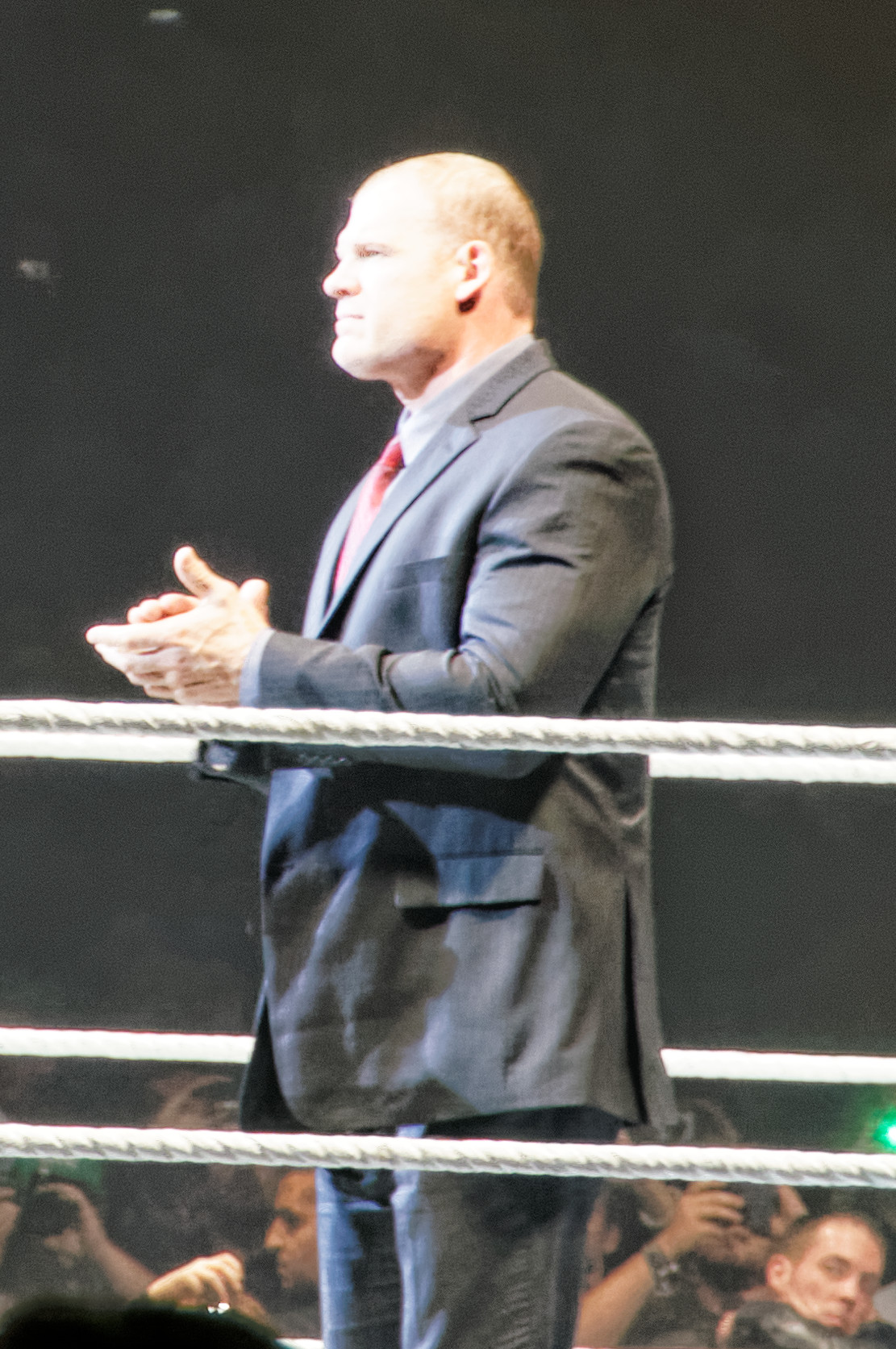
Kane após se unir à facção.

Kane retornou de um ataque da Wyatt Family durante o Hell in a Cell e, no Raw da noite seguinte, entregou sua máscara para Stephanie, lhe jurando lealdade e se tornando um vilão. No Raw de 4 de novembro, a junta diretora da WWE obrigou a Authority a recontratar Big Show e lhe conceder uma luta pelo Campeonato da WWE de Orton no Survivor Series. Na mesma noite, Shawn Michaels se tornou um vilão ao confrontar Bryan e se aliar à Authority e Big Show derrotou Orton e Shield por desqualificação após Kane, sem máscara e vestindo um terno, ter lhes entregado cadeiras para utilizar contra Show. Dois dias depois, Kane foi nomeado diretor de operações por Triple H. Com seu novo cargo, Kane passou a disputar o controle do Raw com Maddox e Guerrero. Como punição, Triple H e Stephanie forçaram Maddox a enfrentar Orton e Vickie lutar contra AJ Lee na semana seguinte. Os dois foram derrotados.

### Unificação de títulos (2013-2014)

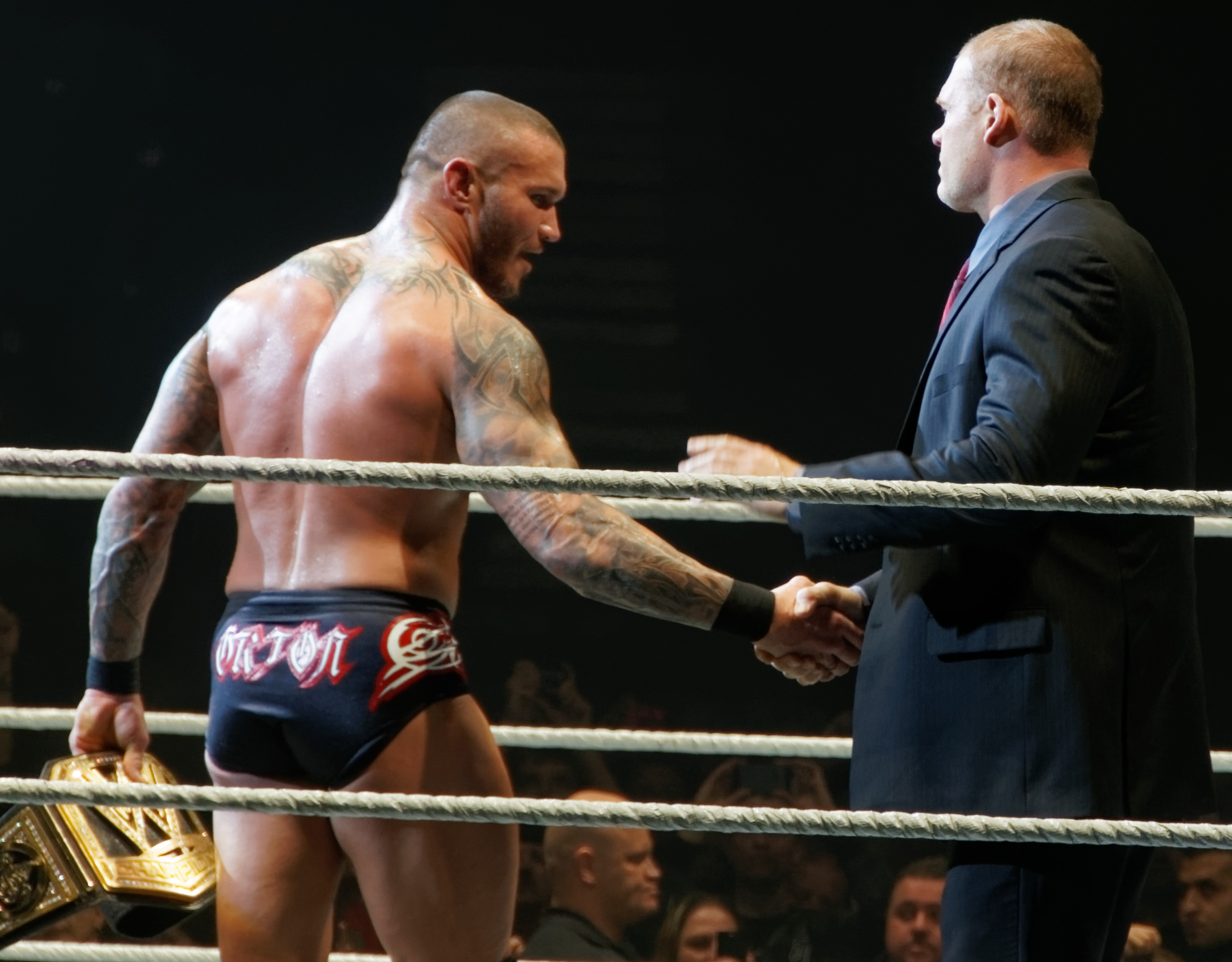
Randy Orton (esquerda) e Kane em um evento não-televisionado em novembro de 2013.

No Survivor Series, Orton derrotou Big Show para manter o Campeonato da WWE, sendo imediatamente confrontado pelo Campeão Mundial dos Pesos-Pesados John Cena, quem havia visto conversando nos bastidores com Triple H e Stephanie. No Raw da noite seguinte, Triple H e Stephanie anunciaram que Cena e Orton se enfrentariam no evento TLC: Tables, Ladders & Chairs para unificar ambos os títulos em uma luta Tables, Ladders, and Chairs. No Raw de 2 de dezembro, CM Punk confrontou Kane e Stephanie por ele ter sido atacado pela Shield na semana anterior por comentários contra Triple H. Os dois negaram ter ordenado o ataque e marcaram para o TLC: Tables, Ladders & Chairs uma luta 3-contra-1 entre Punk e a Shield. Na semana seguinte, uma cerimônia de ascensão dos títulos foi realizada. Enquanto o Campeonato da WWE e o Mundial dos Pesos-Pesados eram levantados acima do ringue com diversos ex-campeões, Orton e Cena começaram a brigar, sendo restringidos pelos campeões. Durante a briga, Orton empurrou Punk, que o atacou de volta. Triple H jogou Punk ao chão. Amigo de Triple H, Shawn Michaels aplicou um Sweet Chin Music em Punk. Como vingança, Bryan aplicou um running high knee em Michaels. Orton tentou atacar Bryan, mas foi empurrado em Stephanie. Irado, Triple H aplicou um Pedigree em Orton. Orton derrotou Cena no TLC, tornando-se o primeiro Campeão Mundial dos Pesos-Pesados da WWE. No evento, Vince McMahon retornou para congratular Orton com Triple H e Stephanie após o combate.
No Raw da noite seguinte, Cena desafiou Orton para uma luta contra Bryan, da qual foi desqualificado por utilizar um golpe baixo. No Raw de 30 de dezembro, Stephanie anunciou que Orton defenderia o título contra Cena no Royal Rumble.
Nas semanas seguintes, CM Punk derrotou Dean Ambrose e Seth Rollins, sendo derrotado por Reigns no Raw Old School em 6 de janeiro de 2014, mesmo com a ajuda dos New Age Outlaws (Billy Gunn e Road Dogg), membros da antiga D-Generation X, com Triple H e Shawn Michaels. Na semana seguinte, os Outlaws traíram Punk durante uma luta contra Shield, o abandonando para ser derrotado. No SmackDown da mesma semana, os Outlaws derrotaram Cody Rhodes e Goldust após interrupção de Vickie Guerrero. Mais tarde, os Outlaws e a Shield foram impedidos por Kane de atacar Punk, que foi atacado pelo próprio Kane. Três dias depois, no Raw, Stephanie e Triple H repreenderam Orton pelo ataque contra o pai de Cena e Kane pelo ataque contra Punk dias após o anúncio da WWE Network, o que traria publicidade negativa à companhia. Stephanie forçou Kane a se desculpar com Punk, que o atacou. Brad Maddox impediu que Kane agredisse Punk ao imediatamente colocar o último em uma luta contra Billy Gunn. Após Punk derrotar Gunn, Kane anunciou que ele seria o primeiro lutador na luta Royal Rumble.
Orton foi forçado a enfrentar Kingston novamente, vencendo por desqualificação após ataque de Cena. No Royal Rumble, os Outlaws derrotaram Cody Rhodes e Goldust para conquistar o Campeonato de Duplas da WWE, Orton derrotou Cena para manter seu título após interferência da Wyatt Family. Durante a luta Royal Rumble, Kane foi eliminado do combate por CM Punk. Mais tarde, Kane retornou ao ringue para eliminar Punk.
No Raw da noite seguinte, Daniel Bryan confrontou Triple H e Stephanie, revelando que eles haviam impedindo-lhe de participar da luta Royal Rumble na noite anterior. Como resposta, Stephanie lhe disse que eles estavam cuidando da saúde de Bryan ao impedir que ele lutasse duas vezes na mesma noite. Bryan, então, exigiu ser colocado no combate Elimination Chamber no evento Elimination Chamber, onde Orton defenderia seu título. Na mesma noite, Bryan, Sheamus e John Cena derrotaram a Shield após interferência da Wyatt Family, se qualificando para a Elimination Chamber. No SmackDown de 31 de janeiro, a Shield convenceu Triple H a marcar para o Elimination Chamber uma luta entre eles e os membros da Wyatt Family. Três dias depois, no Raw, Triple e Stephanie fizeram Orton enfrentar Bryan após o campeão fazer comentários contra a decisão da Authority de fazê-lo defender o Campeonato Mundial dos Pesos-Pesados da WWE no Elimination Chamber. Eles fizeram notar que Orton poderia ser substituído e, se fosse derrotado por Bryan, talvez fosse o caso de substituir Orton por Bryan como "a face da WWE". Bryan derrotou Orton e, após o combate, foi atacado por Kane, que no SmackDown seguinte afirmou que o ataque partiu dele e não da Authority. Durante o Raw de 10 de fevereiro, Kane afirmou que havia sido afastado de seu cargo por uma semana como punição e acabou sendo novamente atacado por Bryan. No mesmo episódio, Orton remendou suas relações com o grupo, desculpando-se com Triple H e Stephanie por seu comportamento nas semanas anteriores.
No Raw anterior ao Elimination Chamber, em 17 de fevereiro, Kane, em controle do programa naquela noite, forçou Bryan a enfrentá-lo após este ter derrotado Christian, sendo derrotado por desqualificação. Quando restavam apenas Orton e Bryan na luta Elimination Chamber, Kane impediu que Bryan vencesse, puxando o árbitro antes que ele concluísse a contagem sob Orton e, depois, lhe aplicou um clothesline. Com a distração, Orton aplicou um RKO e venceu. Em um segmento exclusivo do WWE App no Raw da noite seguinte, Bryan confrontou Triple H e Stephanie sobre o ataque, sendo colocado em uma luta contra Kane, derrotando-o. Após o combate, Bryan reafirmou o desafio feito no WWE App, desafiando Triple H para uma luta no WrestleMania XXX.
Os New Age Outlaws perderam o Campeonato de Duplas para os Usos no Raw de 3 de março. No mesmo episódio, Triple H novamente recusou o desafio de enfrentar Bryan no WrestleMania. Durante o combate final da noite, Bryan enfrentou Batista, oponente de Orton no WrestleMania. Durante o combate, Batista jogou Bryan em Orton, que assistia o combate ao lado da mesa dos comentaristas. Ao interferir atacando Bryan, Orton causou sua vitória por desqualificação. Após o fim da luta, Batista, Kane e Triple H atacaram Bryan. No dia seguinte, no WWE Main Event, Bryan derrotou Kane e, no SmackDown, Big Show e Bryan derrotaram Kane e Batista após Show salvar seu parceiro de um ataque dos oponentes. Triple H e Stephanie se desculparam com Bryan no Raw de 10 de março, exigindo que ele fizesse o mesmo se não quisesse ser demitido. Kane forçou Seth Rollins e Roman Reigns, da Shield, a enfrentarem Cody Rhodes e Goldust para provarem que ainda poderiam ser úteis à Authority como um time. Ao invés de se desculpar com a Authority, Bryan liderou um grupo de pessoas ao ringue para "ocupar o Raw", se recusando a deixar o local até Triple H aceitar enfrentar Bryan no WrestleMania, com a estipulação de que, se ele derrotasse Triple H, seria colocado na luta entre Batista e Orton pelo Campeonato Mundial dos Pesos-Pesados da WWE. No SmackDown seguinte, Kane ordenou que os três membros da Shield estivessem ao lado do ringue para sua luta contra Big Show. Eles se recusaram a atacar Show, causando a derrota de Kane. Após o combate, Reigns impediu que Kane atacasse Rollins ao aplicar-lhe um Spear. No Raw seguinte, Triple H anunciou que, caso vencesse Bryan no WrestleMania, faria parte da luta entre Batista e Orton. Mais tarde, Batista atacou Orton durante uma luta contra Bryan, dando-lhe a vitória. Kane acusou Jerry Lawler de ter auxiliado Bryan a colocar fãs no ringue na semana anterior e obrigou a Shield a atacá-lo. O trio se recusou e atacou Kane. Nas semanas seguintes, a Shield deixou o grupo. Os New Age Outlaws se aliaram a Kane contra a Shield.

### Reunião de Evolution e adição de Seth Rollins (2014)

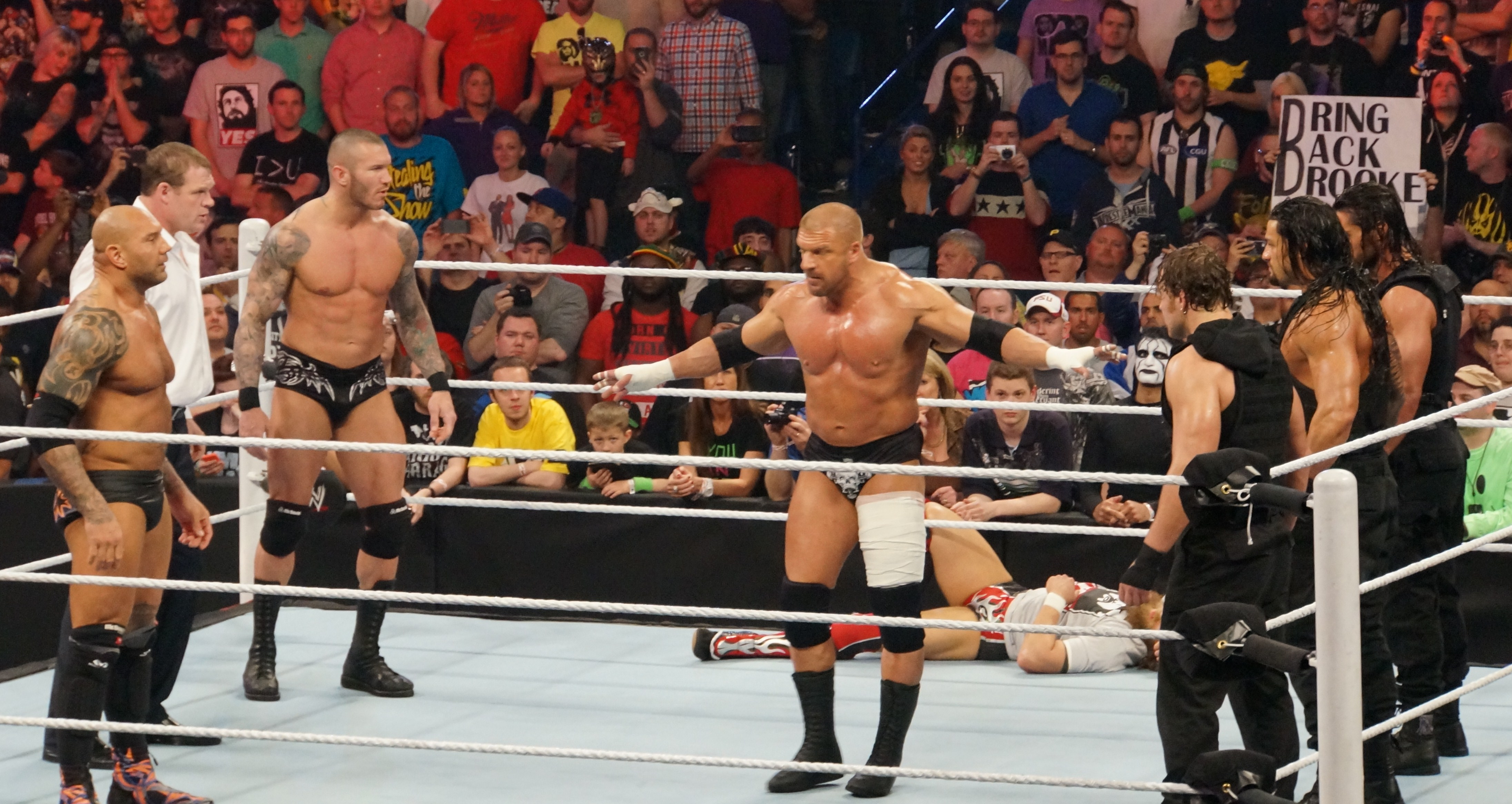
Triple H (centro) tentando impedir que a Shield (direita) e Kane, Randy Orton e Batista se enfrentem.

Bryan derrotou Triple H no WrestleMania XXX, se qualificando para a luta final de noite. Triple H e Stephanie interferiram no combate entre Orton, Batista e Bryan, tirando do ringue o árbitro Mike Chioda e o substituindo por Scott Armstrong, prontamente nocauteado por Bryan. Após se atirar contra os três, Bryan conseguiu com que todos fossem levados aos bastidores, vencendo a luta e conquistando o título ao fazer Batista desistir pelo Yes! Lock. Ainda no evento, a Shield derrotou Kane e os New Age Outlaws.
No Raw da noite seguinte, Triple H obrigou Bryan a defender o título contra ele mesmo. Sob protestos, ele e Stephanie colocaram Orton e Batista em uma luta contra os Usos (Jimmy e Jey) pelo Campeonato de Duplas. Sem se importar com os títulos, Orton e Batista perderam a luta ao serem contados fora do ringue enquanto brutalmente atacavam os campeões. Antes da luta entre Bryan e Triple H, o campeão foi atacado por Batista, Orton e Kane. Durante a luta, a Shield impediu que Triple H vencesse e que os outros membros da Authority atacassem. A Shield impediu um novo ataque de Orton e Batista contra os Usos no Raw seguinte e, na luta final da noite, enfrentaria oponentes não identificados. A luta, marcada pela Authority, seria entre os três membros da Shield - Ambrose, Reigns e Rollins - e 11 lutadores, mas foi interrompida por Triple H, Batista e Orton, usando a antiga música-tema do grupo Evolution. O trio atacou a Shield. Na mesma noite, Stephanie confrontou Kane sobre Bryan. O diretor de operações decidiu reutilizar sua máscara. No SmackDown da mesma semana, Triple H anunciou que a Shield enfrentaria Evolution no Extreme Rules. Três dias depois, no Raw, Stephanie oficializou uma defesa de título entre Bryan e Kane no Extreme Rules. Após o anúncio, Kane, agora reutilizando sua máscara e suas roupas de luta tradicionais, tentou atacar a esposa de Bryan, Brie Bella. Bryan a defendeu, mas acabou tendo em si aplicados três Tombstones Piledrivers de Kane, uma vez no chão, outra nos degraus de ferro e uma terceira vez na mesa dos comentaristas. Na semana seguinte, Stephanie se desculpou a Bryan e Brie, dando a ela uma luta imediata contra Paige pelo Campeonato das Divas. No entanto, Kane voltou a tentar atacar Brie, saindo de debaixo do ringue. Bryan conseguiu salvá-la novamente. Na mesma noite, Ric Flair, antigo membro do grupo Evolution anunciou apoio à Shield, o que causou uma briga entre as facções durante uma luta entre Orton e Reigns. No Extreme Rules, a Shield derrotou a Evolution e Bryan derrotou Kane.

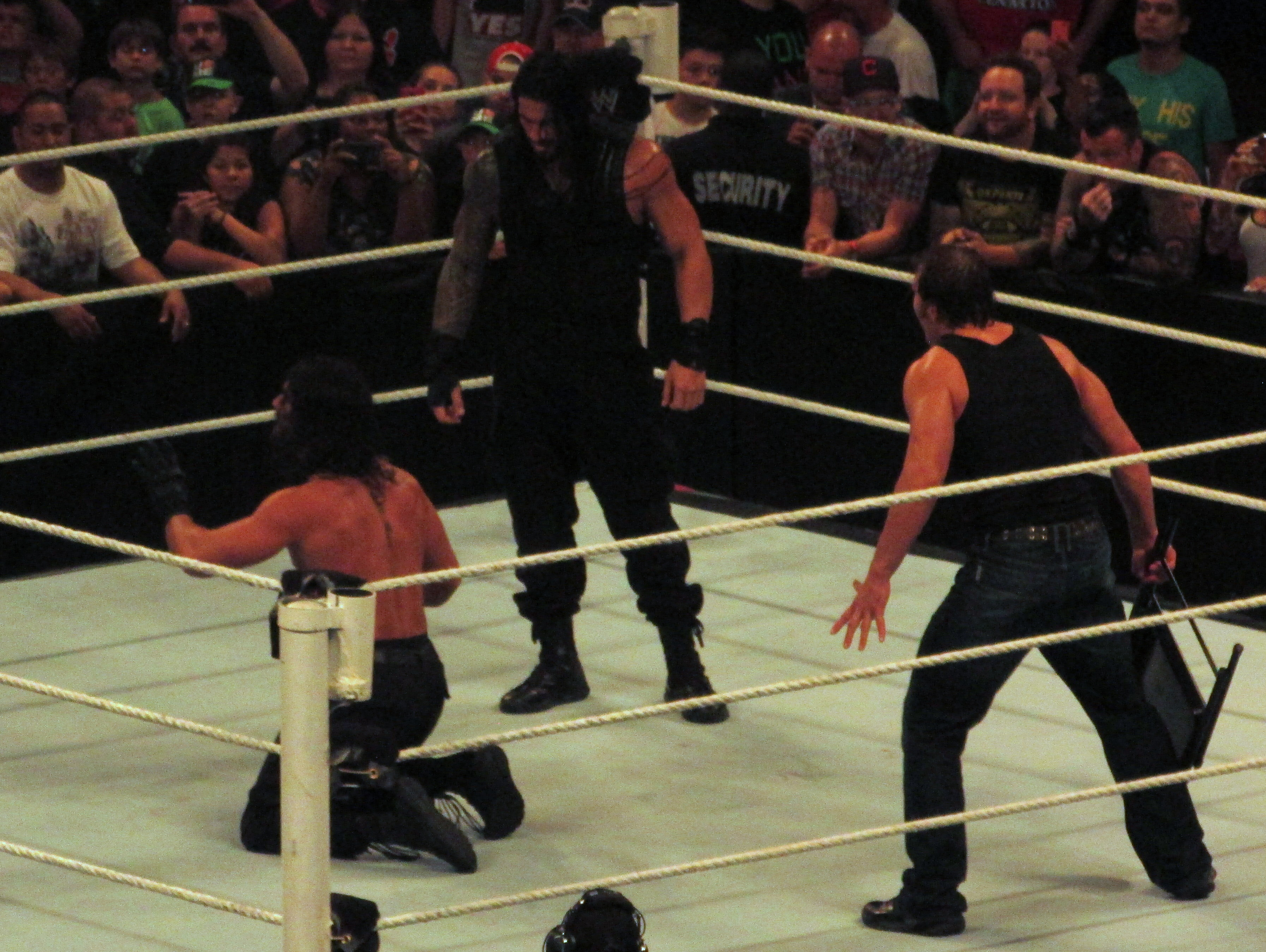
Dean Ambrose e Roman Reigns confrontam Seth Rollins (centro) semanas após ele trair a Shield e se unir à Authority.

Como punição pela vitória no Extreme Rules, Triple H forçou Ambrose a defender seu Campeonato dos Estados Unidos no Raw do dia seguinte em uma battle royal envolvendo outros 19 lutadores. Sheamus venceu o combate ao eliminar, por último, Ambrose, se tornando o novo campeão. Ainda para punir a Shield, Triple H forçou o grupo a enfrentar a Wyatt Family (Bray Wyatt, Erick Rowan e Luke Harper) e, com Orton e Batista, causaram a derrota da Shield, os atacando após o combate e aplicando em Reigns uma powerbomb tripla, movimento recorrente da Shield. Na mesma noite, Kane continuou a perseguir Bryan e Brie, tentando os encurralar no estacionamento da arena e no carro do casal.
Uma semana depois, durante o Raw, Bryan anunciou que os três Tombstones Piledrivers de Kane antes do Extreme Rules haviam lesionado seu pescoço e ele precisaria de uma cirurgia. Mais tarde durante o episódio, Stephanie McMahon requisitou confrontar Bryan, que foi arrastado desacordado por Kane. Além disso, Triple H confirmou uma nova luta entre a Shield e a Evolution. Na semana seguinte, Stephanie convidou Bryan a, na outra semana, abandonar seu título ou a Authority o vacaria. Com apenas funcionários autorizados nos arredores do ringue para a luta entre Rollins e Batista, Triple H colocou a si mesmo e a Orton como locutor e contador de tempo para a luta. Rollins, por sua vez, nomeou Ambrose e Reigns como comentaristas. Os dois times novamente lutaram, terminando a luta em desqualificação dupla. Por permitir que Reigns e Ambrose atuassem como comentaristas, Triple H e Stephanie demitiram Brad Maddox de seu posto de Gerente Geral no Raw seguinte. Com Bryan se negando a dar uma resposta sobre abandonar o título, Stephanie lhe deu um ultimato: no Payback, Bryan deveria entregar o título ou Brie Bella, sua esposa, seria demitida. Durante a assinatura do contrato para a revanche entre os dois times no Payback, Triple H atacou a Shield com uma marreta. A Evolution, então, aplicou uma powebomb tripla em Reigns na mesa dos comentaristas. No Payback, a Shield novamente derrotou a Evolution e Bryan se recusou a entregar seu título a Stephanie, com Brie Bella pedindo demissão e estapeando sua chefe. Ao perceber que Triple H não planejava lhe dar uma luta pelo Campeonato Mundial dos Pesos-Pesados da WWE, mas sim continuar a enfrentar a Shield, Batista deixou o grupo e a WWE na noite seguinte ao Payback. Mais tarde, Triple H e Orton confrontaram a Shield. Durante a discussão, Triple H afirmou sempre ter um "plano B". Imediatamente, Seth Rollins traiu seu grupo, os atacando com cadeiradas e se unindo à Authority. Na mesma noite, Stephanie anunciou que, caso pudesse competir, Bryan defenderia seu título contra Kane no Money in the Bank em uma luta de macas. Caso não pudesse competir, o título seria vago e disputado em uma luta Money in the Bank.

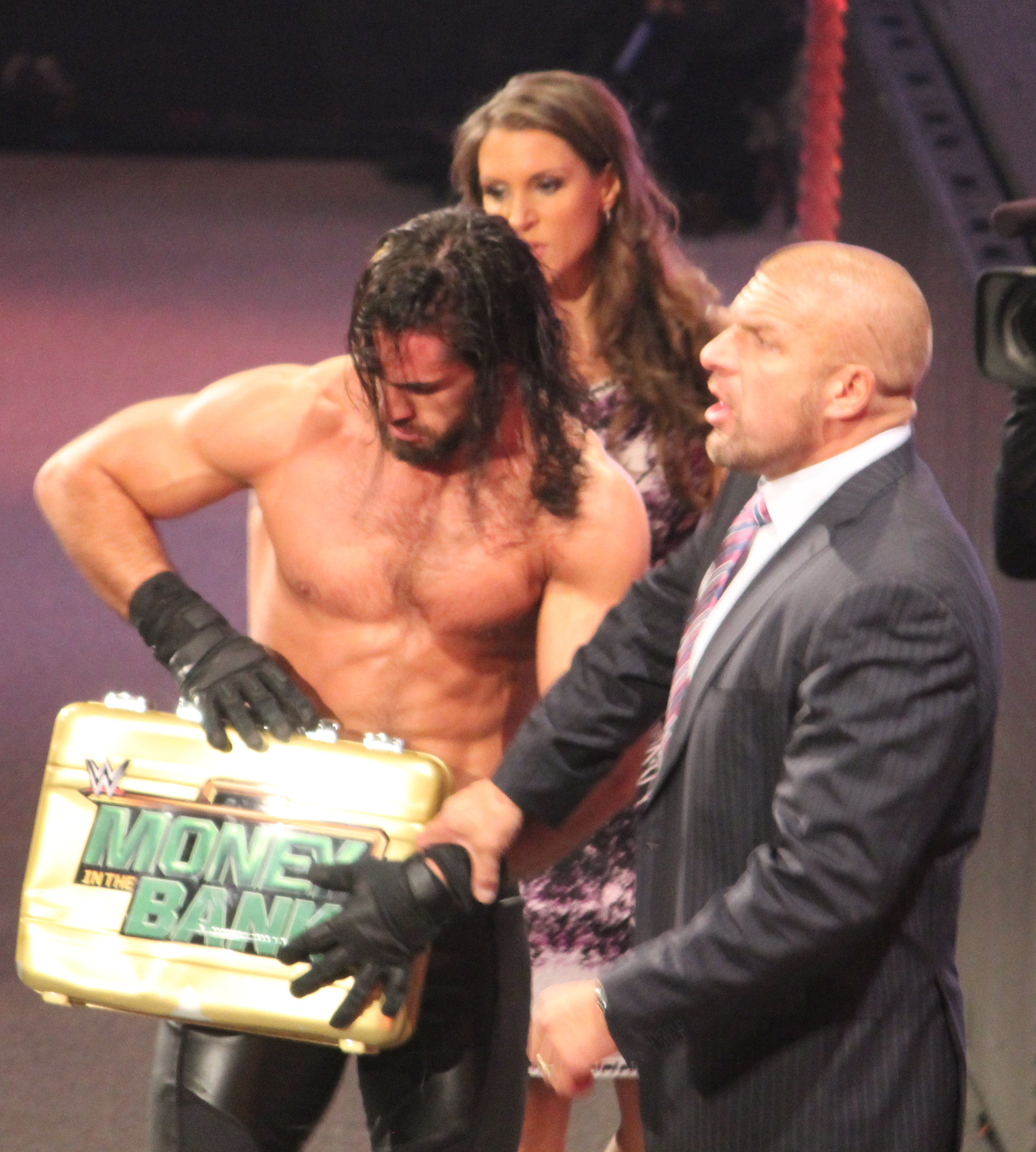
Seth Rollins se tornou Mr. Money in the Bank após se unir à Authority.

Quatro noites depois, no SmackDown, Rollins anunciou que ele não devia explicações à ninguém além dele mesmo. Ele foi confrontado por Dolph Ziggler e o derrotou em uma luta. Big Show também confrontou Rollins, Triple H e Orton pela traição do primeiro, enfrentando Orton na luta principal da noite. A luta acabou em desqualificação após Triple H e Rollins interferirem. Sem condições de competir, Bryan teve seu título retirado pela Authority, que o colocou em disputa em uma luta Money in the Bank no evento Money in the Bank, com Orton entre os participantes e Rollins em uma segunda Money in the Bank, por uma maleta com um contrato para uma luta pelo título. Na semana seguinte, seduzida por Reigns, Vickie Guerrero o colocaria em uma battle royal, a qual ele venceria para se qualificar para a luta Money in the Bank pelo título. Antes disso, para colocar Guerrero em controle do Raw naquela semana, Reigns envenenou o café de Stephanie, que passou mal.
No Raw seguinte, Stephanie ameaçou Guerrero, dando-lhe a alternativa de pedir demissão ou manter-se como Gerente Geral do SmackDown caso a derrotasse em uma luta onde venceria quem atirasse a oponente em uma piscina de lama. Aceitando o desafio, Vickie cortou relações com a Authority e se tornou uma mocinha. Mesmo com o auxílio de algumas Divas, Stephanie teve dificuldade de vencer Guerrero, mas conseguiu. Mesmo demitida, Vickie atirou Stephanie na lama. Com a ajuda de Kane, Rollins venceu sua luta Money in the Bank, mas Kane não conseguiu auxiliar Orton na segunda Money in the Bank, vencida por John Cena.

### Rivalidade com John Cena, queda e volta ao poder (2014)
Com Orton não tendo conquistado o Campeonato Mundial dos Pesos-Pesados da WWE no Money in the Bank, a Authority começou uma rivalidade com o novo campeão, John Cena. No Raw seguinte ao Money in the Bank, em 30 de junho, Cena afirmou que não seria complacente com o regime de Triple H e Stephanie, sendo obrigado pelo diretor de operações a defender o título em uma luta Fatal 4-Way no Battleground contra Orton, Kane e Roman Reigns. Na mesma noite, Cena e Reigns enfrentaram Kane e Orton, vencendo por desqualificação após Kane usar os degraus de aço contra o campeão. Rollins tentou usar sua maleta de Money in the Bank para iniciar uma luta contra Cena pelo título, mas Dean Ambrose o impediu. No SmackDown quatro dias depois, Triple H proibiu Reigns de interferir na luta entre Orton e Ambrose naquela noite, com a punição de retirá-lo da Fatal 4-Way do Battleground. Rollins, no entanto, atacou Ambrose durante a luta, causando uma desqualificação. Reigns, então, salvou seu antigo colega da Shield de um ataque de Orton e Rollins.
Com Brie demitida, Stephanie passou a punir sua gêmea, Nikki Bella, a colocando em uma luta onde ela e sua oponente, Alicia Fox, deveriam lutar com um braço amarrado nas costas. Antes de ser amarrada e com Nikki já com o braço preso, Fox a atacou. Na luta principal da mesma noite, no Raw de 7 de julho, Rollins enfrentou Cena. Kane e Orton interferiram e Rollins tentou novamente utilizar seu contrato Money in the Bank para iniciar imediatamente uma luta pelo título. No entanto, mais uma vez Ambrose o impediu. Na semana seguinte, Stephanie forçou Nikki a enfrentar Alicia Fox e Cameron. Membros da Authority atacaram Ambrose antes de uma luta na qual ele enfrentaria, com Cena e Reigns, Kane, Rollins e Orton. Cena e Reigns venceram por desqualificação após os membros da Authority se recusarem a parar o ataque às ordens do árbitro. Após a luta, Orton aplicou um RKO em Kane e Reigns aplicou um Spear em Cena e Orton. No Battleground, a luta entre Ambrose e Rollins não aconteceu após Ambrose atacar seu oponente nos bastidores e, sob ordens de Triple H, ser escoltado para fora da arena. Ambrose retornou, no entanto, atacando Rollins quando este pediu para ser nomeado vitorioso por desistência. Os dois foram separados por Triple H e vários agentes. Na luta principal, Cena manteve seu título.

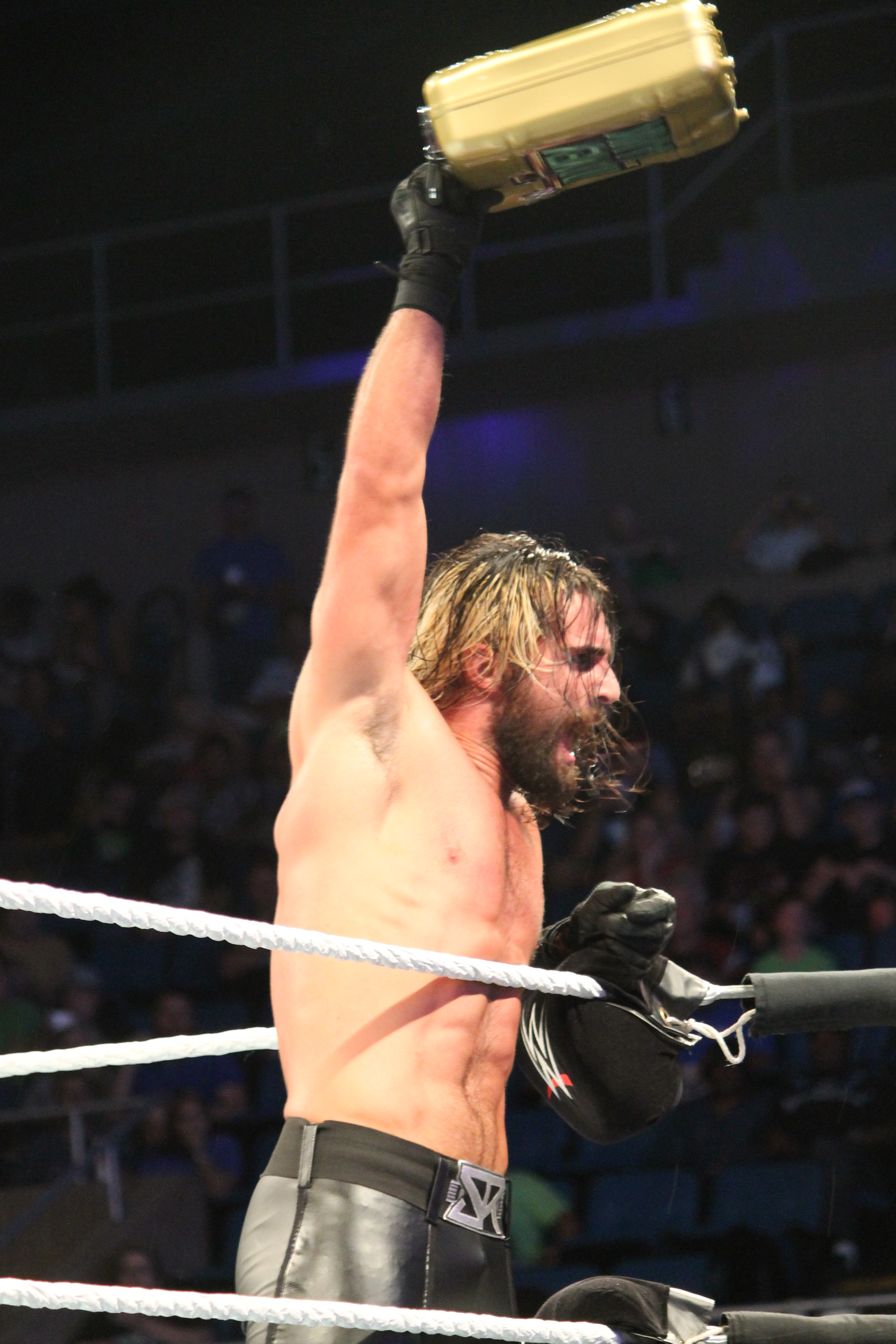
Seth Rollins como Mr. Money in the Bank.

Triple H prometeu anunciar o novo desafiante pelo título de Cena no Raw da noite seguinte, fazendo Roman Reigns enfrentar Kane e Orton para que eles provassem superioridade: acabaram derrotados. Durante o anúncio de Triple H, Reigns interceptou Orton quando este seria anunciado como desafiante de Cena. Com Rollins ocupado em defender-se dos ataques de Ambrose, Paul Heyman ofereceu o "plano C" a Triple H, Brock Lesnar. Triple H aceitou e marcou para o SummerSlam uma defesa de título de Cena contra Lesnar. Na mesma noite, Stephanie estapeou e obrigou Brie Bella, que havia comprado um ingresso para torcer por sua irmã, a deixar a arena. Mais tarde, Brie retornou com policiais e prendeu Stephanie. Com Triple H prometendo que Orton só receberia uma luta por título caso tomasse conta de Reigns, Orton e Kane passaram a atacar o ex-membro da Shield. Brie retornou na semana seguinte, aceitando retirar suas queixas contra Stephanie se ela desse um aumento salarial para sua irmã, fosse recontratada e tivesse uma luta contra Stephanie no SummerSlam. Ao aceitar as condições, Stephanie estapeou Brie, o que iniciou um abriga que precisou de Triple H e oficiais como Jamie Noble e Joey Mercury para separar. No Raw de 4 de agosto, foi anunciado que Ambrose e Rollins estariam em lutas naquela noite. Quem vencesse a sua em menos tempo poderia decidir a estipulação para o combate entre os dois no SummerSlam. Ambrose derrotou Alberto Del Rio e distraiu Rollins em sua luta, fazendo com que fosse derrotado por Heath Slater. No final da noite, Stephanie e Brie oficializaram o combate entre as duas no SummerSlam ao assinar um contrato. Após a assinatura, Triple H prendeu Brie no córner com uma mesa enquanto Stephanie atacou Nikki, aplicando-lhe um Pedigree. No SmackDown quatro dias depois, Ambrose anunciou que a luta entre ele e Rollins seria uma luta Lumberjack, com o ringue rodeado de lutadores. Na mesma noite, Rollins teve o direito de escolher o oponente de Ambrose, Orton, e causou sua vitória por desqualificação ao atacá-lo durante o combate.
Após ser atacado por Reigns, Kane novamente abandonou sua máscara, se tornando mais uma ver diretor de operações. Ele forçou Reigns a enfrentar Rybaxel (Ryback e Curtis Axel) no Raw de 11 de agosto, com o ex-membro da Shield vencendo por desqualificação e atacando os dois. Ambrose, por sua vez, se escondeu em uma das caixas de presentes para Hulk Hogan no palco, atacando Rollins durante o episódio. Para continuar a humilhar Brie Bella, Stephanie levou ao Raw a fisioterapeuta de Daniel Bryan (na história), Megan Miller, para admitir um relacionamento extraconjugal com seu paciente. Sabendo da farsa, Brie atacou Megan, sendo presa da mesma maneira que Stephanie semanas antes.
Além de Lesnar derrotar Cena para conquistar seu título no SummerSlam, Rollins derrotou Ambrose após interferência dos lumberjacks, Kane e atacar seu oponente com sua maleta de Money in the Bank. Além disso, Orton foi derrotado por Reigns e Stephanie derrotou Brie após Nikki trair sua irmã. No Raw seguinte, Ambrose enfrentou Rollins em uma luta Falls Count Anywhere. Rollins venceu após Kane o ajudar a aplicar um Curb Stomp em Ambrose em cima de blocos de concreto. Com Ambrose desaparecido após o ataque, Rollins e Kane realizaram uma cerimônia funerária no Raw da semana seguinte para zombar de Ambrose. Reigns, então, os atacou. No final da noite, Reigns enfrentou Kane e Rollins, vencendo por desqualificação após Rollins usar sua maleta como arma. Após a luta, Kane e Rollins tentaram usar blocos de concreto contra Reigns, que conseguiu se desvencilhar.
Durante o segmento de entrevistas de Chris Jericho, o Highlight Reel, durante o Raw de 1 de setembro, Triple H questionou permitir que Cena enfrentasse Brock Lesnar novamente no Night of Champions. Ele, então, marcou para aquela noite uma luta entre Rollins, Kane e Orton contra Cena, Reigns e Jericho para decidir-se quanto às qualificações de Cena. O time de Cena venceu a luta e, para se defender de um ataque de Rollins, Cena aplicou-lhe um Attitude Adjustment na mesa dos comentaristas. Na semana seguinte, Rollins e Kane ajudaram Orton a atacar Reigns, causando uma desqualificação na luta entre os dois. Devido a Reigns precisar de uma cirurgia de emergência real, a luta entre ele e Rollins no Night of Champions foi cancelada. Durante o evento, Ambrose retornou e atacou Rollins, sendo restringido por Noble, Mercury, Triple H e seguranças, que conseguiram amarrar e escoltar Ambrose para fora da arena. Na mesma noite, Orton derrotou Jericho e, na luta principal entre Lesnar e Cena, Rollins atacou John Cena, causando uma desqualificação. Ele tentou utilizar seu contrato de Money in the Bank para iniciar uma luta contra Lesnar pelo título, mas foi impedido por Cena.
Na noite seguinte, durante o Raw, Ambrose e Cena, ambos buscando vingança contra Rollins e a Authority, atacaram o Mr. Money in the Bank, que conseguiu (na história) roubar um carro e fugir da arena. Sob as ordens de Triple H e Stephanie, Kane e Orton teriam que enfrentar, respectivamente, Ambrose e Cena, com Orton falando sobre seu descontentamento em ter que resolver os problemas de Rollins. Durante a luta entre Kane e Ambrose, Rollins retornou à arena e atacou Ambrose, causando uma desqualificação. Stephanie, então, mandou que Ambrose fosse trancado em uma sala para o resto da noite. Para ajudar Orton em sua luta contra Cena, Rollins e Kane colocaram uma caixa de blocos de concreto perto da mesa dos comentaristas e causaram uma desqualificação no combate. Ambrose, escondido no lugar dos blocos de concreto, então ajudou Cena contra Orton, Rollins e Kane.

#### Randy Orton e a saída do The Authority  (2014-2015)
No último Raw antes do Hell in a Cell, Seth Rollins atacou Randy Orton que No Hell in a Cell (2014)  perdeu a luta contra John Cena para ser o desafiante ao principal título da WWE. No RAW enquanto Stephanie McMahon, Triple H e todo o resto do The Authority  parabenizava e comemorava a vitória de Rollins sobre Ambrose no Hell In a Cell, Orton entra Furioso e culpa Seth Rollins por ter sido derrotado, pois no RAW passado Randy e Rollins se estranharam, após isso, Orton anunciou que não faria mas parte do The Authority e aplicou um RKO em Seth Rollins. Na semana seguinte foi confirmado um combate de Randy Orton vs Seth Rollins na qual Seth Rollins saiu como Vencedor após isso Triple H mandou que Randy Orton e Seth Rollins fizessem as pazes, mas, Randy orton aplicou mais um RKO em Seth Rollins, Orton também atacou Triple H, kane e os seguranças de Seth Rollins, confirmando sua saída do The Authority. Depois o The Authority atacou Randy Orton lesionando-o.
No Fastlane de 2015, após uma vitória de Big Show, Kane e Rollins em uma six-man tag team match contra Dolph Ziggler, Ryback e Erick Rowan, Randy Orton retorna após o tempo afastado devido a lesão e ataca os três, aplicando seguidos RKO's nos dois seguranças de Rollins e em kane, enquanto Big Show e Seth saíam da arena.
No Raw de 2 de março é exibido um segmento antes do show onde, nos bastidores, Big Show, Kane e Rollins conversam com Orton, e o mesmo dá a entender que voltará a acompanhar o Authority, mesmo sob discordância dos dois seguranças, que não querem sua volta devido aos muitos Rko's que já haviam sofrido. O Raw começa e, durante uma luta entre Seth Rollins e Roman Reigns, Orton aparece e fica na beira do ringue. Após alguns momentos ele interfere na luta e Rollins consegue realizar o pin fall. Reigns, irado por ter perdido a luta, ataca o The Authority, fazendo-os recuar e sair da arena.
Uma semana depois, no Raw do dia 09 o Authority entra no ringue e Rollins começa a falar no microfone, logo após anunciando a entrada de Orton. Este entra no ringue e também começa a falar, mas ao invés de reafirmar sua volta ao grupo, começa a provocar um por um. Quando termina, ri e diz que tudo não passava de uma brincadeira, ao passo que Rollins também ri e tenta convencer os outros de que Orton não falava mesmo sério, chamando-o de "hilário". Big show e os seguranças parecem aceitar, mas Kane continua desconfiado.
No raw de 16 de março, nos bastidores, Kane e Big Show aparecem dando uma entrevista, mas quando Show começa a falar Kane o interrompe, e os dois iniciam uma breve discussão. Rollins aparece e para com a conversa dos dois, e logo após Triple H e sua esposa Stephanie McMahon aparecem e começam a falar com Rollins.
Rollins enfrentaria Orton no show, e, na hora de sua entrada, ele o confronta e anuncia a entrada de Triple H, que aparece acompanhado de Stephanie, Big Show, Kane e os dois seguranças. Todos, menos Stephanie, vão lentamente até a beira do ringue e cercam Orton, que estava com uma cadeira de aço. No momento em que sobem, as luzes da arena se apagam, e a música de Sting começa a tocar. Quando as luzes se acendem novamente, Sting aparece no ringue com seu taco de beisebol e se junta a Orton contra o Authority, que recua para fora, enquanto Sting confronta Triple H devido a luta entre os dois na Wrestlemania XXXI. Logo após, Sting e Orton aplicam seus Finishers nos seguranças, que haviam permanecido no ringue. Sting aplica seu Scorpion Death Drop apontando para Triple H.

### Familia McMahon vs, Roman Reigns (2015-2016)
em 13 de dezembro No WWE TLC (2015) , Roman Reigns atacou Triple H com várias cadeiras e no final do ataque o mesmo executou um spear em Triple H que foi levado para um hospital próximo a arena onde havia acontecido o evento , Em 14 de dezembro no WWE Raw , Stephanie McMahon se confrontou com Roman Reigns no final do confronto a mesma anunciou o retorno de Mr. McMahon , naquela mesma noite Mr. McMahon retornou e anunciou que Roman Reigns iria enfrentar Sheamus em uma luta valendo WWE World heavyweight Championship mais se Roman Reigns perdesse ele iria ser demitido da WWE , ainda naquela noite durante a luta Roman Reigns aplicou um SuperMan Punch Em Mr. McMahon o nocauteando minutos depois ele aplicou um Spear em Sheamus assim fazendo a contagem e conquistando o WWE World Heavyweight Champion e mantendo o empregado na empresa , em 28 de dezembro No WWE Raw , Mr. McMahon retornou e se confrontou mais uma vez com Roman Reigns mais minutos depois ele acabou sendo preso pela policia de Nova York horas depois de ser preso Mr. McMahon pagou uma fiança e foi liberado assim ele acabou retornando a arena onde estava acontecendo WWE Monday Night Raw assim McMahon anunciou que Roman Reigns iria defender o WWE World Heavywweight Championship contra Sheamus em uma luta na qual ele iria ser o juiz convidado , em 4 de janeiro no WWE Raw , Roman Reigns derrotou Sheamus e manteve o título mais logo após a luta Mr. McMahon anunciou que Roman Reigns iria defender o título contra 29 lutadores no Royal Rumble PPV em um combate Royal Rumble Match essa e a primeira vez na história da WWE que um lutador defende o título nesse tipo de combate .

## Membros
| Nome                         | Período                                                                                   | Notas |
| ---------------------------- | ----------------------------------------------------------------------------------------- | --- |
| Triple H (co-líder)          | 18 de agosto de 2013 – 6 de abril de 2016                                                 | DIretor de Operações da WWE (Kayfabe) |
| Stephanie McMahon (co-líder) | 18 de agosto de 2013 – 6 de abril de 2016                                                 | Diretora de Marca da WWE e Comissária do Raw |
| Mr. McMahon (co-líder)       | 14 de dezembro de 2015 – 4 de abril de 2016                                               | Presidente da WWE e Diretor Executivo da WWE Entrou após a lesão de Triple H no TLC: Tables, Ladders and Chairs Saiu após colocar Shane McMahon no comando do Raw e SmackDown                                               |
| Randy Orton                  | 18 de agosto de 2013 – 3 de novembro de 2014 23 de fevereiro de 2015 – 9 de março de 2015 | Entrou após usar seu contrato do Money in the Bank no SummerSlam com a ajuda deTriple H Expulso to grupo após trair Seth Rollins Voltou como um plano para atacar Rollins como vingança por seus ataques anteriores a Orton |
| Dean Ambrose                 | 19 de agosto de 2013 – 17 de março de 2014                                                | Entrou como membro do The Shield Saiu após se virar contra Kane |
| Roman Reigns                 | 19 de agosto de 2013 – 17 de março de 2014                                                | Entrou como membro do The Shield Saiu após se virar contra Kane |
| Seth Rollins                 | 19 de agosto de 2013 – 17 de março de 2014 2 de junho de 2014 – 5 de novembro de 2015     | Entrou como membro do The Shield Saiu após se virar contra Kane Voltou após trair o The Shield Saiu após deixar o WWE World Heavyweight Championship vago devido a uma lesão no joelho                                      |
| Kane                         | 28 de outubro de 2013 – 25 de outubro de 2015                                             | Entrou como Diretor de Operações da Authority Demitido de seu papel como Diretor de Operações após perder para Seth Rollins no Hell in a Cell                                                                               |
| Billy Gunn                   | 13 de janeiro de 2014 – 6 de abril de 2014                                                | Entrou como membro do The New Age Outlaws Saiu após a derrota contra o The Shield na WrestleMania XXX |
| Road Dogg                    | 13 de janeiro de 2014 – 6 de abril de 2014                                                | Entrou como membro do The New Age Outlaws Saiu após a derrota contra o The Shield na WrestleMania XXX |
| Batista                      | 7 de abril de 2014 – 2 de junho de 2014                                                   | Entrou como membro do Evolution Saiu da WWE após Triple H negar-lhe uma chance pelo WWE World Heavyweight Championship contra Daniel Bryan                                                                                  |
| Joey Mercury                 | 19 de setembro de 2014 – 6 de julho de 2015                                               | Entrou como membro do J&J Security Saiu após ser lesionado por Brock Lesnar (kayfabe) |
| Jamie Noble                  | 19 de setembro de 2014 – 6 de julho de 2015                                               | Entrou como membro do J&J Security Saiu após ser lesionado por Brock Lesnar (kayfabe) |
| Big Show                     | 23 de novembro de 2014 – 26 de abril de 2015                                              | Entrou após trair John Cena no Survivor Series Saiu após perder para Roman Reigns no Extreme Rules |

## No wrestling
- Movimentos de finalização
  - Chokeslam[54] (Kane)
  - Triple powerbomb (The Shield)
  - Pedigree (Double underhook facebuster)[12] (Triple H)
  - Curb Stomp (Seth Rollins)
  - RKO (Jumping cutter, às vezes da corda mais alta)[1] (Randy Orton)
- Temas de entrada
  - "King of Kings" por Motörhead (Triple H)[Nota 15]
  - "No Chance in Hell" por Peter Bursuker (Vince McMahon)
  - "Special Op" por Jim Johnston[123] (The Shield)
  - "Veil of Fire" por Jim Johnston (Kane)
  - "Voices" por Rev Theory (Randy Orton)
  - "Welcome To The Queendom" por Jacki-O (Stephanie McMahon)[Nota 15]

## Títulos e prêmios
- Pro Wrestling Illustrated

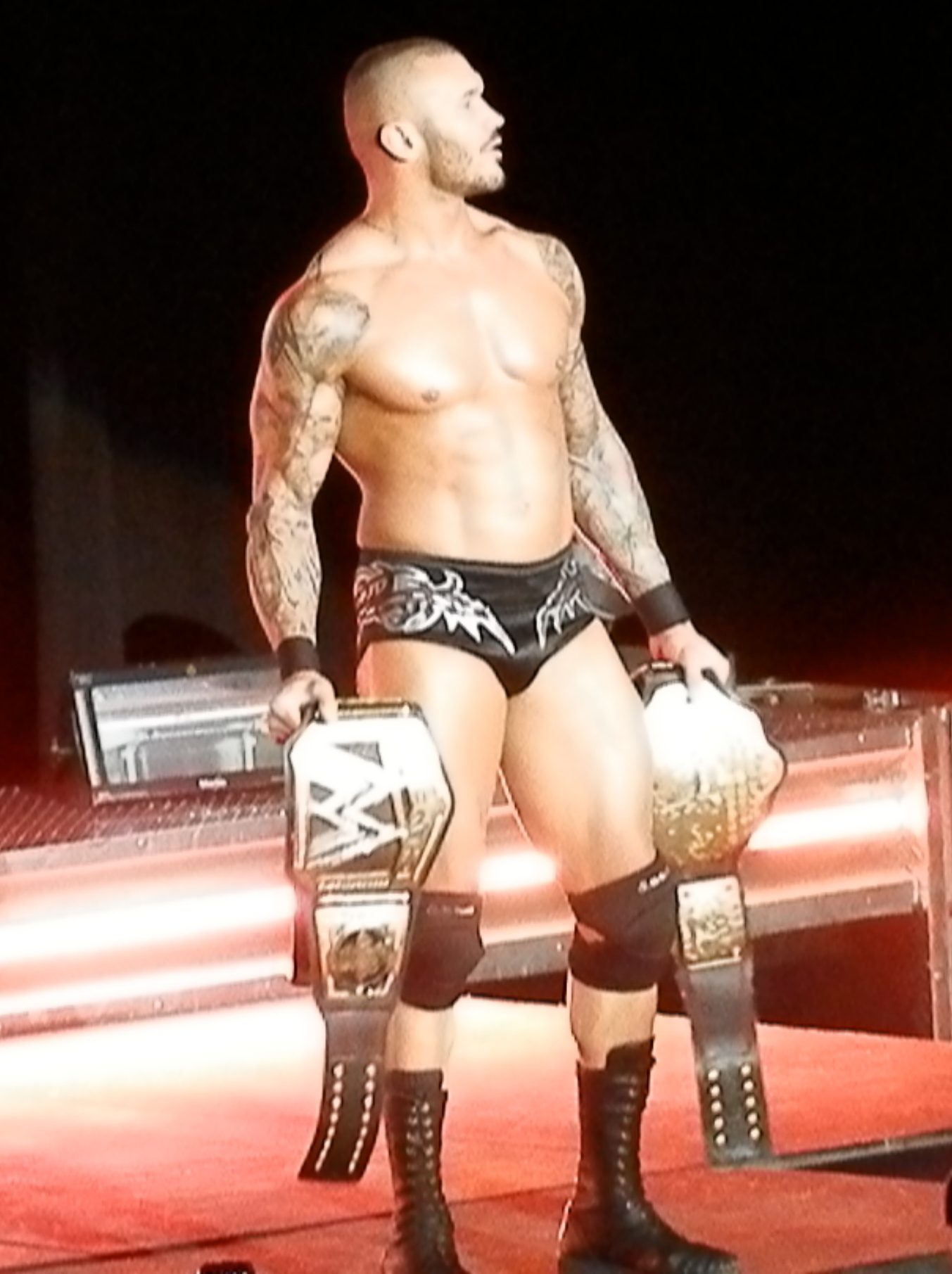
Enquanto apoiado pela Authority, Randy Orton unificou o Campeonato da WWE e o Campeonato Mundial dos Pesos-Pesados.

  - Dupla do Ano (2013) — Rollins e Reigns
  - Lutador/Grupo Mais Odiado (2013)
  - Rivalidade do Ano (2013) — vs. Daniel Bryan
- WWE
  - World Heavyweight Championship (1 vez) — Orton[47][Nota 1]
  - WWE Championship/WWE World Heavyweight Championship[Nota 1] (4 vezes) — Randy Orton (2) , Seth Rollins (1) e Sheamus (1)[12][33]
  - WWE Tag Team Championship (1 vez) — Rollins e Reigns
  - WWE United States Championship (1 vez) — Ambrose
  - Mr. Money in the Bank (2014) —  Rollins
  - Slammy Award por Manobra do Ano (2013) — Spear de Roman Reigns
  - Slammy Award por Facção do Ano (2013) — The Shield
  - Slammy Award por Hashtag do Ano (2013) — #BelieveInTheShield
  - Slammy Award por Revelação do Ano (2013) — The Shield
  - Slammy Award por Insulto do Ano (2013): McMahon - para insultar Big Show
- Wrestling Observer Newsletter
  - Dupla do Ano (2013) — Rollins e Reigns[124]
  - Maior Melhora (2013) — Reigns[124]
  - Mais Superestimado (2013) — Orton[124]
  - Pior Rivalidade do Ano (2013) — vs. Big Show[124]